# Chlaenius
Chlaenius is een geslacht van kevers uit de familie van de loopkevers (Carabidae). De wetenschappelijke naam van het geslacht is voor het eerst geldig gepubliceerd in 1810 door Franco Andrea Bonelli.
Chlaenius is een kosmopolitisch geslacht dat in alle zoögeografische provincies voorkomt. Het is ook een erg groot geslacht met meer dan 950 soorten en ondersoorten. Ongeveer driekwart daarvan komen voor in het Afrotropisch en Oriëntaals gebied.
De kevers hebben geheel of gedeeltelijk een glanzende metaalkleur.

## Soorten
- C. abacoides (Alluaud, 1933)
- C. aberanus (Sternberg, 1908)
- C. aberrans (Bates, 1882)
- C. abjectus (Andrewes, 1920)
- C. abstersus (Bates, 1873)
- C. accedens (Chaudoir, 1876)
- C. acroxanthus (Chaudoir, 1876)
- C. acutecostatus (Alluaud, 1933)
- C. adagidensis (Sternberg, 1908)
- C. adametzi (Kuntzen, 1913)
- C. adonis (Andrewes, 1923)
- C. aeneocephalus (Dejean, 1826)
- C. aeratus (Quensel, 1806)
- C. aestivus (Say, 1823)
- C. aethiopicus (Chaudoir, 1876)
- C. afganus (Jedlička, 1956)
- C. africanicus (Kirschenhofer, 2009)
- C. agilis (Chaudoir, 1856)
- C. agiloides (Jedlička, 1935)
- C. albissoni (Reitter, 1908)
- C. alesi (Jedlička, 1935)
- C. alexanderdostali (Kirschenhofer, 2008)
- C. alternans (Imhoff, 1843)
- C. alternatus (G. Horn, 1871)
- C. alutaceus (Gebler, 1829)
- C. allacteus (Alluaud, 1919)
- C. allardi (Basilewsky, 1967)
- C. allardianus (Lorenz, 1998)
- C. alluaudi (Fairmaire, 1901)
- C. alluaudianus (Jedlička, 1957)
- C. amabilis (Chaudoir, 1876)
- C. amarae (Andrewes, 1920)
- C. amauropterus (Chaudoir, 1856)
- C. amazonicus (Chaudoir, 1876)
- C. ammon (Fabricius, 1801)
- C. amoenus (Dejean, 1831)
- C. amplians (Bates, 1891)
- C. amplicollis (Basilewsky, 1953)
- C. amplipennis (Chaudoir, 1876)
- C. amydrus (Alluaud, 1934)
- C. analis (Olivier, 1795)
- C. analisimilis (Pomeroy, 1932)
- C. andamanensis (Andrewes, 1920)
- C. androyanus (Jeannel, 1949)
- C. angolanus (Basilewsky, 1953)
- C. angustatus (Dejean, 1831)
- C. anischenkoi (Kirschenhofer, 2010)
- C. annulipes (Bates, 1892)
- C. antennatus (Chaudoir, 1876)
- C. anthraceus (Alluaud, 1918)
- C. anthracoderus (Laferte-Senectere, 1851)
- C. apicalis (Wiedemann, 1819)
- C. apollo (Andrewes, 1919)
- C. argentinicus (Jedlička, 1946)
- C. armenus (Jedlička, 1950)
- C. arnoldi (Basilewsky, 1949)
- C. aruwimius (Bates, 1890)
- C. aspericollis (Bates, 1873)
- C. assamensis (Kirschenhofer, 2003)
- C. assecla (Laferte-Senectere, 1851)
- C. aterrimus (Basilewsky, 1956)
- C. athleta (Kryzhanovskij, 1976)
- C. atratus (Chaudoir, 1876)
- C. atripes (Chaudoir, 1876)
- C. atropos (Andrewes, 1941)
- C. attenuatus (Klug, 1833)
- C. augustus (Newman, 1838)
- C. aurifex (Basilewsky, 1949)
- C. auripilis (Andrewes, 1936)
- C. aurolimbatus (LaFerté-Sénectére, 1851)
- C. australis (Dejean, 1831)
- C. azurescens (Chaudoir, 1876)
- C. backanensis (Kirschenhofer, 2014)
- C. baehri (Kirschenhofer, 1998)
- C. baeticus (Rambur, 1837)
- C. balthasari (Jedlička, 1935)
- C. bandjermasinensis (Kirschenhofer, 2008)
- C. bangkokensis (Kirschenhofer, 2004)
- C. baoxingensis (Kirschenhofer, 2004)
- C. barkeri (Csiki, 1931)
- C. basilimbatus (Grundmann, 1956)
- C. baxii (Gory, 1833)
- C. beatus (Bates, 1891)
- C. bengalensis (Chaudoir, 1856)
- C. benyovszkyi (Csiki, 1931)
- C. berndjaegeri (Kirschenhofer, 2008)
- C. bicolor (Chaudoir, 1876)
- C. bifenestratus (Klug, 1832)
- C. bilyi (Kirschenhofer, 2009)
- C. bimaculatus (Dejean, 1826)
- C. binghami (Andrewes, 1919)
- C. bioculatus (Chaudoir, 1856)
- C. bipustulatus (Boheman, 1848)
- C. birmanicus (Chaudoir, 1876)
- C. bisignatus (Dejean, 1826)
- C. bivulnerus (Motschulsky, 1858)
- C. bocandei (Laferte-Senectere, 1852)
- C. bohemani (Chaudoir, 1856)
- C. boisduvalii (Dejean, 1831)
- C. bonelli (Mateu, 1947)
- C. borellyi (Burgeon, 1941)
- C. borgouensis (Kirschenhofer, 2007)
- C. bottegoi (Alluaud, 1933)
- C. boueti (Jeannel, 1949)
- C. boukali (Kirschenhofer, 2005)
- C. braminus (Chaudoir, 1876)
- C. brasiliensis (Dejean, 1831)
- C. breuningi (Jedlička, 1931)
- C. brevilabris (Le Conte, 1848)
- C. brevior (Fairmaire, 1901)
- C. breviusculus (Chaudoir, 1876)
- C. brunnescens (Kirschenhofer, 2009)
- C. bulirschi (Kirschenhofer, 2010)
- C. buquetii (Dejean & Boisduval, 1830)
- C. buriensis (Kirschenhofer, 1998)
- C. caecus (Dejean, 1831)
- C. caeruleiceps (Bates, 1892)
- C. caeruleicollis (Chaudoir, 1876)
- C. caesitius (Andrewes, 1923)
- C. caffer (Boheman, 1848)
- C. callichloris (Bates, 1873)
- C. cambodiensis (Bates, 1889)
- C. camerunensis (Kirschenhofer, 2003)
- C. canariensis (Dejean, 1831)
- C. carbonatus (Chaudoir, 1876)
- C. caurinus (G. Horn, 1885)
- C. cavilabrum (Barker, 1922)
- C. cebuensis (Kirschenhofer, 2008)
- C. cecrops (Kirschenhofer, 2009)
- C. celer (Chaudoir, 1876)
- C. ceramensis (Kirschenhofer, 2003)
- C. cinctus (Fabricius, 1781)
- C. circumcinctus (Say, 1830)
- C. circumdatus (Brulle, 1835)
- C. circumductus (A.Morawitz, 1862)
- C. circumscriptus (Duftschmid, 1812)
- C. clarksoni (Barker, 1922)
- C. clypeopatens (Basilewsky, 1949)
- C. coeruleus (Steven, 1809)
- C. colasi (Kirschenhofer, 2008)
- C. colmanti (Alluaud, 1933)
- C. colombensis (Jedlička, 1964)
- C. columbinus (Dejean, 1831)
- C. collarti (Alluaud, 1933)
- C. comans (Andrewes, 1919)
- C. comes (Péringuey, 1896)
- C. communimacula (Chaudoir in Oberthur, 1883)
- C. conformis (Dejean, 1831)
- C. congoanus (Alluaud, 1934)
- C. congoensis (Burgeon, 1935)
- C. conradsi (Kuntzen, 1913)
- C. consobrinus (Peringuey, 1896)
- C. consors (Péringuey, 1896)
- C. contractus (Chaudoir, 1876)
- C. controversus (Péringuey, 1926)
- C. convexus (Fairmaire, 1886)
- C. cookei (Andrewes, 1933)
- C. coquereli (Fairmaire, 1868)
- C. corbetti (Andrewes, 1919)
- C. cordicollis (Kirby, 1837)
- C. cordifer (Bates, 1891)
- C. corrosulus (Bates, 1892)
- C. coscinioderus (Chaudoir, 1856)
- C. cosciniophorus (Chaudoir, 1876)
- C. costiger (Chaudoir, 1856)
- C. costipennis (Boheman, 1848)
- C. costulatus (Motschulsky, 1859)
- C. coxalis (Fischer von Waldheim, 1844)
- C. crebrepunctatus (Chaudoir, 1856)
- C. crenistriatus (Chaudoir, 1876)
- C. cribellatus (Chaudoir, 1876)
- C. cribellicollis (Chaudoir, 1876)
- C. cribricollis (Dejean, 1831)
- C. croesus (Fabricius, 1801)
- C. croyi (Kirschenhofer, 2003)
- C. cruciatus (Dejean, 1831)
- C. crudelis (Péringuey, 1896)
- C. cruralis (Fischer von Waldheim, 1829)
- C. cubanus (Chaudoir, 1876)
- C. cumatilis (LeConte, 1851)
- C. cupreocinctus (Reiche, 1847)
- C. cupreolineatus (Chaudoir, 1876)
- C. cupreolus (Fairmaire, 1901)
- C. cupreopurpureus (Kirschenhofer, 2009)
- C. cupripennis (Chaudoir, 1876)
- C. cuprithorax (Quedenfeldt, 1883)
- C. cursor (Chevrolat, 1835)
- C. curtii (Lemaire, 2001)
- C. curtulus (Kirschenhofer, 2004)
- C. cyaneus (Brulle, 1835)
- C. cyanipennis (Boheman, 1848)
- C. cyanostolus (Andrewes, 1924)
- C. cylindricollis (Dejean, 1831)
- C. chagga (Alluaud, 1927)
- C. chainatensis (Kirschenhofer, 2011)
- C. chalcoderus (Chaudoir, 1876)
- C. chalcothorax (Wiedemann, 1823)
- C. cham (Chaudoir, 1876)
- C. championi (Andrewes, 1923)
- C. changwatensis (Kirschenhofer, 1998)
- C. chapanus (Andrewes, 1919)
- C. chaudoiri (G. Horn, 1876)
- C. chengduensis (Kirschenhofer, 2004)
- C. chiangmaiensis (Kirschenhofer, 2008)
- C. chitwanensis (Kirschenhofer, 2005)
- C. chlorochrous (Chaudoir, 1876)
- C. chlorodius (Dejean, 1826)
- C. chrysocephalus (P. Rossi, 1790)
- C. chrysoderus (Chaudoir, 1876)
- C. chuanqianensis (Liu & Liang, 2011)
- C. chuji (Jedlička, 1946)
- C. daer (Darlington, 1968)
- C. dajuensis (Kirschenhofer, 2002)
- C. dalibaiensis (Kirschenhofer, 2008)
- C. daressalaami (Jedlička, 1957)
- C. darfurensis (Kirschenhofer, 2007)
- C. darlingensis (Castelnau, 1867)
- C. darlingtoni (Basilewsky, 1951)
- C. davidsoni (Mandl, 1978)
- C. decellei (Basilewsky, 1968)
- C. decipiens (L. Dufour, 1820)
- C. decorsei (Alluaud, 1916)
- C. dejeanii (Dejean, 1831)
- C. delicatus (Bates, 1892)
- C. deliciolus (Bates, 1873)
- C. delkeskampi (Basilewsky, 1956)
- C. densaticollis (Fairmaire, 1901)
- C. denticulatus (Dejean, 1831)
- C. deplanatus (Laferte-Senectere, 1851)
- C. deserticola (Raffray, 1885)
- C. deuvei (Kirschenhofer, 2008)
- C. deyrollei (Laferte-Senectere, 1851)
- C. dhawalagiriensis (Kirschenhofer, 2002)
- C. diabolicus (Basilewsky, 1961)
- C. dianus (Jedlička, 1957)
- C. diephelus (Alluaud, 1934)
- C. differens (Peyron, 1858)
- C. difficilis (Sternberg, 1908)
- C. dilatatus (Motschulsky, 1864)
- C. dilutipes (Reitter, 1894)
- C. dimidiatus (Chaudoir, 1842)
- C. dinodoides (Chaudoir, 1876)
- C. discicollis (Laferte-Senectere, 1851)
- C. discopictus (Fairmaire, 1893)
- C. dispreticus (Basilewsky, 1968)
- C. dissidens (Péringuey, 1926)
- C. distigma (Chaudoir, 1876)
- C. ditulus (Péringuey, 1904)
- C. diversus (Facchini, 2011)
- C. dives (Dejean, 1826)
- C. djaina (Maindron, 1899)
- C. dohrnii (Bertoloni, 1857)
- C. dondoensis (Kirschenhofer, 2007)
- C. doriae (Chaudoir, 1876)
- C. dorsalis (Dejean, 1831)
- C. dostojevskji (Tschitscherine, 1895)
- C. drescheri (Louwerens, 1951)
- C. ducalis (Chaudoir, 1876)
- C. dureli (Maindron, 1899)
- C. dusaultii (L.Dufour, 1821)
- C. duvaucelii (Dejean, 1831)
- C. ecuadoricus (Jedlička, 1946)
- C. effugiens (Péringuey, 1908)
- C. elegans (Schmidt-Goebel, 1846)
- C. elgonensis (Alluaud, 1939)
- C. elisabethanus (Burgeon, 1935)
- C. elongatulus (Kirschenhofer, 2009)
- C. elongatus (Klug, 1833)
- C. emarginatus (Say, 1823)
- C. eneides (Bates, 1892)
- C. epicosmoides (Basilewsky, 1956)
- C. episcopalis (Dejean, 1831)
- C. epistrophus (Alluaud, 1927)
- C. eritreaensis (Kirschenhofer, 2007)
- C. ernesti (Gory, 1833)
- C. erythrocnemis (Chaudoir, 1876)
- C. erythropus (Germar, 1824)
- C. eugrammus (Basilewsky, 1947)
- C. eurybates (Bates, 1891)
- C. euryscopus (Bates, 1886)
- C. exaratus (Basilewsky, 1949)
- C. exilis (Andrewes, 1923)
- C. extensus (Mannerheim, 1825)
- C. eyeni (Basilewsky, 1949)
- C. fairmairei (Murray, 1858)
- C. fallax (Olivier, 1795)
- C. farai (Jedlička, 1949)
- C. farkaci (Kirschenhofer, 2005)
- C. fasciger (Chaudoir In Oberthur, 1883)
- C. fastigatus (Andrewes, 1921)
- C. feanus (Bates, 1892)
- C. femoratus (Dejean, 1826)
- C. fenestratus (Chaudoir, 1876)
- C. feronioides (Murray, 1858)
- C. festivus (Panzer, 1796)
- C. fimbriatus (Klug, 1833)
- C. finitimus (Péringuey, 1908)
- C. fizianus (Basilewsky, 1961)
- C. flaccidus (G. Horn, 1876)
- C. flavicornis (Fischer von Waldheim, 1842)
- C. flaviguttatus (W.S. Macleay, 1825)
- C. flavipes (Menetries, 1832)
- C. flavofemoratus (Laporte, 1834)
- C. flavomaculatus (Kolbe, 1889)
- C. flavoscriptus (Quedenfeldt, 1891)
- C. fletcheri (Andrewes, 1919)
- C. floridanus (G. Horn, 1876)
- C. formosensis (Lorenz, 1998)
- C. forreri (Bates, 1884)
- C. frater (Chaudoir, 1876)
- C. fraterculus (Maindron, 1899)
- C. fraternus (Kolbe, 1889)
- C. freyellus (Jedlička, 1959)
- C. freyi (Jedlička, 1960)
- C. freynei (Burgeon, 1937)
- C. fugax (Chaudoir, 1876)
- C. fulgidicollis (L. Dufour, 1820)
- C. fulvicollis (Chaudoir, 1876)
- C. fulvipes (Chaudoir, 1835)
- C. fuscicornis (Dejean, 1831)
- C. gabonensis (Kirschenhofer, 2009)
- C. gabonicus (Gemminger & Harold, 1868)
- C. gansuensis (Jedicka, 1935)
- C. geayi (Jeannel, 1949)
- C. geisthardti (Kirschenhofer, 2007)
- C. gemmingeri (Ballion, 1869)
- C. geniculatus (Basilewsky, 1956)
- C. germanus (Chaudoir, 1876)
- C. gestroi (Chaudoir, 1876)
- C. ghesquierei (Burgeon, 1935)
- C. gikondo (Kirschenhofer, 2009)
- C. glabratus (Dejean, 1831)
- C. glabricollis (Dejean, 1831)
- C. glaucinus (Kirschenhofer, 2007)
- C. glaucus (LeConte, 1856)
- C. gonioderus (Laferte-Senectere, 1851)
- C. gonospilus (Walker, 1871)
- C. goossensi (Alluaud, 1933)
- C. goryi (Gory, 1833)
- C. gotschii (Chaudoir, 1846)
- C. greensladei (Darlington, 1971)
- C. greyanus (White, 1841)
- C. grundmanni (Basilewsky, 1956)
- C. guatemalenus (Bates, 1882)
- C. guineensis (Kolbe, 1883)
- C. gundlachi (Chaudoir, 1876)
- C. guttula (Chaudoir, 1856)
- C. hainanensis (Kirschenhofer, 2004)
- C. hamatus (Eschscholtz, 1829)
- C. hamifer (Chaudoir, 1856)
- C. harpalinus (Eschscholtz, 1833)
- C. heidenfelderi (Kirschenhofer, 2008)
- C. helvetorum (Burgeon, 1935)
- C. hemichlorus (Fairmaire, 1888)
- C. henryi (Andrewes, 1919)
- C. herbaceus (Chevrolat, 1834)
- C. heyrovskyi (Jedlička, 1949)
- C. hildebrandti (Harold, 1880)
- C. himalayicus (Andrewes, 1923)
- C. holomelas (Alluaud, 1915)
- C. hornburgi (Kirschenhofer, 2008)
- C. horni (Sternberg, 1908)
- C. hostilis (Putzeys, 1880)
- C. howa (Kunckel dHerculais, 1891)
- C. huedepohli (Mandl, 1983)
- C. humeralis (Chaudoir, 1856)
- C. humphreyi (Alluaud, 1927)
- C. hunanensis (Kirschenhofer, 2003)
- C. hypocrita (Péringuey, 1896)
- C. imitatus (Reitter, 1895)
- C. immaculatus (Péringuey, 1885)
- C. immunitus (Murray, 1858)
- C. imperialis (Sternberg, 1908)
- C. impictus (Alluaud, 1933)
- C. impressicollis (Chaudoir, 1876)
- C. impunctifrons (Say, 1823)
- C. inaequalis (Fairmaire, 1901)
- C. inderiensis (Motschulsky, 1850)
- C. indicus (Jedlička, 1956)
- C. indutus (Klug, 1833)
- C. infantulus (Chaudoir, 1876)
- C. infersus (Péringuey, 1926)
- C. inops (Chaudoir, 1856)
- C. insignis (Chaudoir, 1876)
- C. instabilis (Raffray, 1886)
- C. insulanus (Louwerens, 1956)
- C. insularis (Uéno, 1964)
- C. intermedius (Chaudoir, 1856)
- C. interruptus (G. Horn, 1876)
- C. irakensis (Jedlička, 1959)
- C. iranensis (Kirschenhofer, 1998)
- C. itombwanus (Basilewsky, 1961)
- C. ivorensis (Facchini, 2011)
- C. jacobsoni (Andrewes, 1926)
- C. jactus (Kirschenhofer, 2004)
- C. jaechi (Kirschenhofer, 1991)
- C. jakeschi (Jedlička, 1967)
- C. jaleswarensis (Kirschenhofer, 2004)
- C. jamaicae (Darlington, 1935)
- C. janthinus (L. Redtenbacher, 1844)
- C. jeanneli (Basilewsky, 1949)
- C. jordani (Basilewsky, 1955)
- C. jucundulus (Basilewsky, 1970)
- C. judianensis (Kirschenhofer, 2004)
- C. junceus (Andrewes, 1923)
- C. jureceki (Jedlička, 1935)
- C. juvencus (Dejean, 1831)
- C. kafakumbae (Burgeon, 1935)
- C. kanarae (Andrewes, 1919)
- C. kapangae (Burgeon, 1935)
- C. kashmiricus (Grundmann, 1955)
- C. kaszabi (Jedlička, 1951)
- C. katanganus (Burgeon, 1935)
- C. keniaensis (Kirschenhofer, 2008)
- C. kenyerii (Kirschenhofer, 2003)
- C. kerkvoordeae (Burgeon, 1935)
- C. kilimanus (Basilewsky, 1956)
- C. kindermanni (Chaudoir, 1856)
- C. kira (Alluaud, 1919)
- C. kirki (Chaudoir, 1876)
- C. kivuanus (Basilewsky, 1949)
- C. kivuensis (Alluaud, 1933)
- C. koenigi (Semenov, 1888)
- C. kolariensis (Maindron, 1898)
- C. kolbei (Duvivier, 1892)
- C. koltzei (Grundmann, 1956)
- C. kotys (Kirschenhofer, 2004)
- C. kraatzi (Sternberg, 1908)
- C. kryzhanovskyi (Basilewsky, 1968)
- C. kulti (Basilewsky, 1949)
- C. kurosawai (Kasahara, 1986)
- C. labroexcisus (Basilewsky, 1948)
- C. lacunosus (Andrewes, 1920)
- C. ladon (Kirschenhofer, 1998)
- C. laetiusculus (Chaudoir, 1856)
- C. laetoides (Burgeon, 1935)
- C. laetus (Fabricius, 1794)
- C. laevicollis (Péringuey, 1926)
- C. laevipennis (Chaudoir, 1876)
- C. laeviplaga (Chaudoir, 1876)
- C. laeviusculus (Chaudoir, 1856)
- C. lafertei (Guérin-Méneville, 1843)
- C. lamottei (Basilewsky, 1951)
- C. langmusiensis (Kirschenhofer, 2008)
- C. langsonensis (Kirschenhofer, 2008)
- C. laosensis (Kirschenhofer, 2008)
- C. laotinus (Andrewes, 1919)
- C. lapillus (Basilewsky, 1949)
- C. lastii (Bates, 1886)
- C. lateralis (Brulle, 1838)
- C. latesternalis (Basilewsky, 1956)
- C. laticollis (Say, 1823)
- C. latipalpis (Mandl, 1992)
- C. latipennis (Sternberg, 1908)
- C. latithorax (Mannerheim, 1844)
- C. lativittis (Chaudoir, 1876)
- C. latreillei (Laferte-Senectere, 1852)
- C. lederi (Reitter, 1888)
- C. leigongshanensis (Kirschenhofer, 2004)
- C. leishanensis (Kirschenhofer, 2005)
- C. leleupi (Basilewsky, 1952)
- C. leopoldi (Burgeon, 1935)
- C. leprieuri (Gory, 1833)
- C. leptopus (Basilewsky, 1956)
- C. leucops (Wiedemann, 1823)
- C. leucoristus (Chaudoir, 1876)
- C. leucoscelis (Chevrolat, 1835)
- C. leytensis (Kirschenhofer, 2008)
- C. limbatus (Wiedemann, 1821)
- C. limbicollis (Chaudoir, 1876)
- C. limbipennis (Boheman, 1860)
- C. lineatus (Putzeys, 1880)
- C. lineellus (Motschulsky, 1859)
- C. lineicinctus (Fairmaire, 1901)
- C. linwensini (Liu & Liang, 2011)
- C. lioderus (Andrewes, 1923)
- C. liothorax (Alluaud, 1934)
- C. lirifer (Andrewes, 1941)
- C. lissoderus (Chaudoir, 1876)
- C. lithophilus (Say, 1823)
- C. litongaensis (Kirschenhofer, 2009)
- C. loango (Kirschenhofer, 2009)
- C. lobozianus (Alluaud, 1934)
- C. loeblianus (Kirschenhofer, 2004)
- C. lombokensis (Kirschenhofer, 2008)
- C. lomii (G.Muller, 1941)
- C. lomsakensis (Kirschenhofer, 1998)
- C. longeantennatus (Basilewsky, 1951)
- C. longicornis (Chaudoir, 1843)
- C. longulus (Jeannel, 1949)
- C. louwerensi (Andrewes, 1936)
- C. loveridgei (Basilewsky, 1951)
- C. loxias (Kirschenhofer, 2004)
- C. lucasi (Peyron, 1858)
- C. lucidicollis (Laferte-Senectere, 1851)
- C. lucidulus (Boheman, 1848)
- C. luculentus (Andrewes, 1920)

- C. lugens (Chaudoir, 1876)
- C. luisae (Gestro, 1895)
- C. lujai (Burgeon, 1935)
- C. lulengae (Burgeon, 1935)
- C. luluanus (Basilewsky, 1949)
- C. lunatus (Dejean, 1826)
- C. luteicauda (Chaudoir, 1876)
- C. luteoapicalis (Facchini, 2011)
- C. luzonicus (Chaudoir, 1856)
- C. lyperus (Jeannel, 1949)
- C. macropus (Chaudoir, 1876)
- C. maculatus (Dejean, 1826)
- C. maculiceps (Boheman, 1848)
- C. maculiger (Castelnau, 1867)
- C. madecassus (Csiki, 1931)
- C. madrasensis (Kirschenhofer, 2004)
- C. makalolo (Bates, 1886)
- C. malachinus (Motschulsky, 1865)
- C. malcheri (Emden, 1937)
- C. mandli (Grundmann, 1956)
- C. manowianus (Jedlička, 1957)
- C. manus (Louwerens, 1969)
- C. maowensis (Kirschenhofer, 2008)
- C. maputoensis (Kirschenhofer, 2007)
- C. marginellus (Dejean, 1831)
- C. marginicollis (Boheman, 1848)
- C. marginipennis (Gory, 1833)
- C. marianensis (Darlington, 1970)
- C. marleyi (Barker, 1922)
- C. martinbaehri (Kirschenhofer, 2008)
- C. masoni (Andrewes, 1923)
- C. maxi (Gory, 1833)
- C. maxillosus (G. Horn, 1876)
- C. medioguttatus (Chaudoir, 1876)
- C. mediornatus (Basilewsky, 1956)
- C. melampus (Menetries, 1849)
- C. melancholicus (Laferte-Senectere, 1851)
- C. melanocnemis (Basilewsky, 1949)
- C. melanopterus (Chaudoir, 1876)
- C. melanopus (Andrewes, 1923)
- C. menevillei (Chaudoir, 1876)
- C. merkli (Kirschenhofer, 2003)
- C. meteorus (Alluaud, 1939)
- C. meticulosus (Laferte-Senectere, 1851)
- C. micans (Fabricius, 1792)
- C. microspilus (Bates, 1892)
- C. milleti (Antoine, 1932)
- C. milloti (Jeannel, 1949)
- C. moaboensis (Kirschenhofer, 2009)
- C. moestus (Csiki, 1931)
- C. moheliensis (Kirschenhofer, 2009)
- C. moluccensis (Kirschenhofer, 2003)
- C. momboensis (Kirschenhofer, 2007)
- C. monardi (Alluaud, 1934)
- C. montanus (Lucas, 1859)
- C. montivagus (Andrewes, 1923)
- C. morettoi (Kirschenhofer, 2008)
- C. morio (Boheman, 1860)
- C. morosus (Laferte-Senectere, 1851)
- C. mpanga (Kirschenhofer, 2009)
- C. muehlei (Kirschenhofer, 2004)
- C. multicolor (Andrewes, 1919)
- C. mutatus (Gemminger & Harold, 1868)
- C. naeviger (A. Morawitz, 1862)
- C. nakuruensis (Kirschenhofer, 2012)
- C. nanlingensis (Deuve & Tian, 2005)
- C. nanpingensis (Kirschenhofer, 1999)
- C. natalensis (Chaudoir, 1876)
- C. nebraskensis (LeConte, 1856)
- C. nebrioides (Antoine, 1961)
- C. nemoralis (Say, 1823)
- C. neocaledonicus (Chaudoir In Oberthur, 1883)
- C. neochloodes (Lorenz, 1998)
- C. nepalensis (Hope, 1831)
- C. nepos (Chaudoir, 1876)
- C. newdehliensis (Kirschenhofer, 2002)
- C. niger (Randall, 1838)
- C. nigerrimus (Jedlička, 1958)
- C. nigrans (Kirschenhofer, 2003)
- C. nigratus (Kirschenhofer, 2007)
- C. nigricans (Wiedemann, 1821)
- C. nigricornis (Fabricius, 1787)

Zwartsprietfluweelloper
- C. nigripennis (Chaudoir, 1856)
- C. nigrita (Dejean, 1826)
- C. nigroscelis (Chaudoir, 1856)
- C. nigrosuturatus (Mandl, 1978)
- C. nilgiricus (Andrewes, 1919)
- C. nimbanus (Basilewsky, 1951)
- C. nitidiceps (Dejean, 1826)
- C. nitidicollis (Dejean, 1826)
- C. nitidifrons (Fairmaire, 1901)
- C. nitidulus (Schrank, 1781)

Groene fluweelloper
- C. noeli (Alluaud, 1933)
- C. noguchii (Bates, 1873)
- C. nossibianus (Facchini, 2011)
- C. notabilis (Laferte-Senectere, 1851)
- C. notula (Fabricius, 1801)
- C. nubicus (Chaudoir, 1876)
- C. nyassaensis (Jedlička, 1957)
- C. nyika (Kirschenhofer, 2009)
- C. obenbergeri (Jedlička, 1935)
- C. oberthuri (Sternberg, 1908)
- C. obesus (Laferte-Senectere, 1851)
- C. obliquatus (Barker, 1922)
- C. oblongus (Dejean, 1826)
- C. obscuripennis (Chevrolat, 1835)
- C. obscurus (Klug, 1832)
- C. obsidianoides (Alluaud, 1935)
- C. obsidianus (Alluaud, 1935)
- C. obsoletus (LeConte, 1851)
- C. obtusus (Dejean, 1831)
- C. occultus (Sloane, 1907)
- C. ocreatus (Bates, 1873)
- C. oculatus (Fabricius, 1801)
- C. ochroperas (Bates, 1892)
- C. oligochrysus (Alluaud, 1934)
- C. olivieri (Crotch, 1871)
- C. olthofi (Darlington, 1968)
- C. omochlorus (Andrewes, 1931)
- C. oneili (Barker, 1922)
- C. oodioides (Chaudoir, 1876)
- C. opacipennis (Chaudoir, 1876)
- C. ophonoides (Fairmaire, 1843)
- C. opisthographus (Alluaud, 1934)
- C. orbicollis (Chaudoir, 1876)
- C. orbiculicollis (Barker, 1922)
- C. orbus (G. Horn, 1871)
- C. orphanus (Péringuey, 1908)
- C. ostrinus (Andrewes, 1924)
- C. ovalipennis (Quedenfeldt, 1883)
- C. ovampo (Péringuey, 1892)
- C. overlaeti (Burgeon, 1935)
- C. oxygonus (Chaudoir, 1843)
- C. pacholatkoi (Kirschenhofer, 2003)
- C. pachys (Chaudoir, 1876)
- C. paenulatus (Erichson, 1843)
- C. palpalis (LaFerte-Senectere, 1851)
- C. paluensis (Kirschenhofer, 2011)
- C. pallidicornis (Ballion, 1871)
- C. pallipes (Gebler, 1823)
- C. pan (Darlington, 1968)
- C. panagaeoides (Chaudoir, 1876)
- C. panjabensis (Kirschenhofer, 1998)
- C. parallelus (Dejean, 1831)
- C. parepus (Jedlička, 1957)
- C. paromius (Basilewsky, 1949)
- C. patricius (Harold, 1879)
- C. patrizii (Basilewsky, 1953)
- C. patruelis (LeConte, 1844)
- C. pauxillus (Kirschenhofer, 2002)
- C. paykulli (Crotch, 1870)
- C. pectinipes (Bates, 1892)
- C. peltastes (Jedlička, 1935)
- C. pennsylvanicus (Say, 1823)
- C. pericallus (L.Redtenbacher, 1867)
- C. perinetanus (Facchini, 2011)
- C. peringueyi (Kuntzen, 1919)
- C. perpunctatus (Kuntzen, 1913)
- C. perrieri (Fairmaire, 1899)
- C. persimilis (Chaudoir, 1876)
- C. perspicillaris (Erichson, 1843)
- C. pertinax (Casey, 1920)
- C. peruanus (Erichson, 1847)
- C. peterseni (Louwerens, 1967)
- C. phaenoderus (Chaudoir, 1876)
- C. phakhaoensis (Kirschenhofer, 2012)
- C. pharaonis (Motschulsky, 1865)
- C. phenax (Basilewsky, 1949)
- C. philemon (Andrewes, 1936)
- C. piceus (Chaudoir, 1876)
- C. pictus (Chaudoir, 1856)
- C. piligenys (Liu & Liang, 2010)
- C. pilosicoerulans (Mandl, 1989)
- C. pimalicus (Casey, 1914)
- C. planipennis (Chaudoir, 1876)
- C. planulatus (Bates, 1884)
- C. platensis (G.R.Waterhouse, 1841)
- C. platyderus (Chaudoir, 1856)
- C. platynoides (Alluaud, 1934)
- C. plausibilis (Basilewsky, 1949)
- C. pleuroderus (Chaudoir In Oberthur, 1883)
- C. poecilinus (Bates, 1892)
- C. porinus (Alluaud, 1929)
- C. porphyrius (Bates, 1891)
- C. porrectus (Chaudoir, 1876)
- C. posticalis (Motschulsky, 1854)
- C. posticus (Fabricius, 1798)
- C. postmaculatus (Basilewsky, 1952)
- C. postscriptus (Bates, 1873)
- C. pradieri (Chaudoir, 1876)
- C. praefectus (Bates, 1873)
- C. prasinus (Dejean, 1826)
- C. pratensis (Chaudoir, 1876)
- C. pretiosus (Chaudoir, 1856)
- C. principalis (Sternberg, 1908)
- C. privatus (Bates, 1892)
- C. probsti (Kirschenhofer, 2004)
- C. prolixus (Erichson, 1843)
- C. propeagilis (Liu & Kavanaugh, 2011)
- C. propinquus (Csiki, 1931)
- C. prostenus (Bates, 1873)
- C. protensus (Chaudoir, 1876)
- C. pseudobipustulatus (Facchini, 2011)
- C. pseudocruciatus (Kirschenhofer, 2009)
- C. pseudocupreolus (Kirschenhofer, 2010)
- C. pseudoglabratus (Kirschenhofer, 2009)
- C. pseudolulengae (Kirschenhofer, 2009)
- C. pseudopalpalis (Basilewsky, 1949)
- C. pseudoraffrayi (Basilewsky, 1949)
- C. pterostichoides (Andrewes, 1941)
- C. ptuchodes (Andrewes, 1923)
- C. puberulus (Boheman, 1848)
- C. pubifer (Chaudoir, 1876)
- C. pubipennis (Chaudoir, 1856)
- C. puchneri (Kirschenhofer, 2007)
- C. pudicus (Fabricius, 1801)
- C. pugni (Camerano, 1879)
- C. pulchellus (Boheman, 1848)
- C. pulcher (Nietner, 1857)
- C. pulchriceps (Fairmaire, 1901)
- C. pumilio (Kolbe, 1889)
- C. punctatostriatus (Chaudoir, 1856)
- C. puncticephalis (Saha, 1984)
- C. puncticollis (Dejean, 1826)
- C. purpureus (Chaudoir, 1876)
- C. purpuricollis (Randall, 1838)
- C. pusillus (Say, 1823)
- C. putzeysi (Chaudoir, 1876)
- C. pyrrhopodus (Fairmaire, 1903)
- C. pyrrhos (Kirschenhofer, 2004)
- C. quadricolor (Olivier, 1790)
- C. quadrimaculatus (Boheman, 1848)
- C. quadrinotatus (Dejean, 1826)
- C. quadriornatus (Basilewsky, 1956)
- C. quadripustulatus (Dejean, 1831)
- C. quadrisignatus (Boheman, 1860)
- C. quadrisulcatus (Paykull, 1790)
- C. quadrivittatus (Jedlička, 1958)
- C. radama (Kunckel, 1891)
- C. raffrayi (Chaudoir, 1876)
- C. rafiki (Alluaud, 1929)
- C. rambouseki (Lutshnik, 1933)
- C. ranavalonae (Csiki, 1931)
- C. rebellis (Péringuey, 1926)
- C. reichei (Laferte-Senectere, 1851)
- C. reitteri (Jakobson, 1906)
- C. retropictus (Fairmaire, 1901)
- C. rhodesianus (Péringuey, 1899)
- C. richardsi (Ali, 1967)
- C. riparius (Lorenz, 1998)
- C. ripicola (Andrewes, 1937)
- C. robustus (Boheman, 1848)
- C. rodriguezi (Chaudoir, 1876)
- C. roeschkei (Sternberg, 1908)
- C. rotundatulus (Lorenz, 1998)
- C. rotundithorax (Liu & Kavanaugh, 2010)
- C. rotundus (Andrewes, 1920)
- C. rubenticollis (Kirschenhofer, 2009)
- C. rubricrus (Alluaud, 1916)
- C. rudesculptus (Chaudoir, 1876)
- C. rudicollis (Chaudoir, 1876)
- C. ruficauda (Chaudoir, 1856)
- C. rufifemoratus (MacLeay, 1825)
- C. rufithorax (Wiedemann, 1821)
- C. rufomarginatus (Dejean, 1831)
- C. rugulosus (Nietner, 1857)
- C. rukwaensis (Kirschenhofer, 2007)
- C. ruvumaensis (Kirschenhofer, 2008)
- C. rysonotus (Fairmaire, 1901)
- C. sabahensis (Kirschenhofer, 1998)
- C. sagaingensis (Kirschenhofer, 2005)
- C. saginatus (Laferte-Senectere, 1851)
- C. sagittarius (Dejean, 1831)
- C. salisburiensis (Barker, 1922)
- C. sallei (Chaudoir, 1876)
- C. samoensis (Csiki, 1915)
- C. sangaicus (Alluaud, 1929)
- C. sankuruensis (Burgeon, 1935)
- C. sassanus (Alluaud, 1934)
- C. savanicola (Basilewsky, 1968)
- C. scabricollis (Chevrolat, 1833)
- C. scapularis (Chaudoir, 1876)
- C. sciakyi (Kirschenhofer, 2004)
- C. scotti (Alluaud, 1937)
- C. sculptilis (Bates, 1886)
- C. scutellaris (Harold, 1880)
- C. scheerpeltzi (Basilewsky, 1956)
- C. schillhammeri (Kirschenhofer, 2003)
- C. schmidti (Gestro, 1895)
- C. schoenherri (Dejean, 1831)
- C. schoutedeni (Burgeon, 1935)
- C. schuelei (Kirschenhofer, 2007)
- C. sehnali (Kirschenhofer, 2008)
- C. seiferti (Kirschenhofer, 2005)
- C. sellatus (Dejean, 1831)
- C. semenowi (Tschitscherine, 1895)
- C. semicupreus (Basilewsky, 1949)
- C. semicyaneus (Solsky, 1874)
- C. semipurpureus (Motschulsky, 1865)
- C. semiviridis (Andrewes, 1920)
- C. senegalensis (Dejean, 1831)
- C. sennaariensis (Chaudoir, 1856)
- C. sericeus (Forster, 1771)
- C. sericimicans (Chaudoir, 1876)
- C. sexguttatus (Andrewes, 1919)
- C. sexmaculatus (Dejean, 1831)
- C. seyrigi (Alluaud, 1935)
- C. shaanxinensis (Kirschenhofer, 2004)
- C. siccus (Darlington, 1968)
- C. sichuanensis (Kirschenhofer, 2008)
- C. sierraleonensis (Kirschenhofer, 2008)
- C. siffointei (Basilewsky, 1968)
- C. signatus (Boheman, 1848)
- C. silvestrii (G.Muller, 1942)
- C. simba (Alluaud, 1929)
- C. simbabwensis (Kirschenhofer, 2008)
- C. similatus (Boheman, 1848)
- C. similis (Chaudoir, 1856)
- C. simillimus (Chaudoir, 1856)
- C. simplex (Wiedemann, 1821)
- C. simulatorius (Barker, 1922)
- C. sinensis (Chaudoir, 1856)
- C. sinuatus (Dejean, 1826)
- C. sivorii (Chaudoir, 1876)
- C. sobrinus (Dejean, 1826)
- C. soccatus (Say, 1830)
- C. soginoides (Chaudoir, 1876)
- C. sokotranus (Csiki, 1931)
- C. solitarius (Say, 1823)
- C. sollicitus (Laferte-Senectere, 1851)
- C. somaliae (Basilewsky, 1956)
- C. somereni (Alluaud, 1929)
- C. soricinus (Gerstaecker, 1867)
- C. sparsepunctatus (Chaudoir, 1876)
- C. spathulifer (Bates, 1873)
- C. specularis (Emden, 1937)
- C. splendidus (Dejean, 1831)
- C. spoliatus (P. Rossi, 1792)
- C. startellus (Basilewsky, 1949)
- C. stenoristus (Chaudoir, 1876)
- C. sterbai (Jedlička, 1935)
- C. steveni (Quensel, 1806)
- C. stichai (Jedlička, 1949)
- C. straneoi (Basilewsky, 1949)
- C. stschukini (Menetries, 1837)
- C. stungtrengensis (Kirschenhofer, 2004)
- C. stygius (Laferte-Senectere, 1851)
- C. suavis (Alluaud, 1939)
- C. subcostatus (W.J.Macleay, 1864)
- C. suberbiei (Jeannel, 1949)
- C. subferrugineus (Kirschenhofer, 2003)
- C. submarginatus (Chaudoir, 1876)
- C. subovatus (Chaudoir, 1876)
- C. subsulcatus (Dejean, 1831)
- C. suensoni (Mandl, 1992)
- C. sulcicollis (Paykull, 1798)

Groefhalsfluweelloper
- C. sulcipennis (Dejean, 1826)
- C. sumptuosus (Alluaud, 1934)
- C. superbus (Sternberg, 1908)
- C. superstes (Péringuey, 1926)
- C. suppletor (Bates, 1891)
- C. surdipennis (Jeannel, 1949)
- C. suvorovi (Semenov, 1912)
- C. swahilius (Bates, 1886)
- C. syangyaensis (Kirschenhofer, 2004)
- C. sykesi (Hope, 1835)
- C. synaptus (Alluaud, 1918)
- C. syriacus (Chaudoir, 1876)
- C. systolocranioides (Alluaud, 1933)
- C. tamdaoensis (Kirschenhofer, 2003)
- C. tanahrataensis (Kirschenhofer, 2008)
- C. teani (Gestro, 1881)
- C. tecospilus (Alluaud, 1933)
- C. tenellus (Klug, 1832)
- C. tenuicollis (Fabricius, 1801)
- C. tenuilimbatus (Ballion, 1871)
- C. tenuis (Fairmaire, 1901)
- C. terminatus (Dejean, 1826)
- C. testaceicrus (Fairmaire, 1891)
- C. tetracelis (Alluaud, 1933)
- C. tetragonoderus (Chaudoir, 1876)
- C. tetraphacus (Alluaud, 1918)
- C. tetraspilus (Alluaud, 1918)
- C. texanus (G. Horn, 1876)
- C. thieleni (Kirschenhofer, 1998)
- C. thiesensis (Kirschenhofer, 2007)
- C. tibialis (Dejean, 1826)

Rivierfluweelloper
- C. timorensis (Darlington, 1971)
- C. tinantae (Burgeon, 1935)
- C. titschacki (Jedlička, 1946)
- C. togatus (Klug, 1829)
- C. tomentosus (Say, 1823)
- C. topali (Kirschenhofer, 2004)
- C. toubaensis (Kirschenhofer, 2008)
- C. touzalini (Andrewes, 1920)
- C. trachys (Andrewes, 1923)
- C. transfuga (Chaudoir, 1876)
- C. transversalis (Dejean, 1831)
- C. trapezicollis (Chaudoir, 1856)
- C. treichi (Alluaud, 1916)
- C. tricolor (Dejean, 1826)
- C. trichrous (Alluaud, 1918)
- C. trigonotomoides (Emden, 1928)
- C. trinotatus (Laferte-Sinectere, 1851)
- C. tripustulatus (Dejean, 1831)
- C. tristis (Schaller, 1783)

Zwarte fluweelloper
- C. tschitscherini (Jedlička, 1952)
- C. tshibindensis (Burgeon, 1935)
- C. tudicus (Andrewes, 1919)
- C. tuky (Basilewsky, 1949)
- C. uluguruanus (Basilewsky, 1956)
- C. umtalianus (Péringuey, 1904)
- C. unicolor (Chaudoir, 1856)
- C. uninotatus (Andrewes, 1919)
- C. unyorensis (Alluaud, 1934)
- C. uzungwensis (Basilewsky, 1951)
- C. vadoni (Basilewsky, 1950)
- C. vafer (LeConte, 1852)
- C. validicornis (Boheman, 1848)
- C. validus (Chevrolat, 1835)
- C. variabilipes (Eschscholtz, 1833)
- C. varians (Chaudoir, 1876)
- C. variicornis (A.Morawitz, 1863)
- C. variipes (Chaudoir, 1856)
- C. variolosus (Kirschenhofer, 2008)
- C. vartianorum (Mandl, 1989)
- C. velocipes (Chaudoir, 1876)
- C. venustulus (Dejean, 1831)
- C. vertagoides (Laferte-Senectere, 1851)
- C. veselyi (Kirschenhofer, 2004)
- C. vestitus (Paykull, 1790)

Geelrandfluweelloper
- C. vethi (Bates, 1889)
- C. viangchanensis (Kirschenhofer, 1998)
- C. victor (Andrewes, 1928)
- C. victoriae (Kirschenhofer, 2009)
- C. viduus (G. Horn, 1871)
- C. vietnamensis (Kirschenhofer, 2008)
- C. vietnami (Jedlička, 1966)
- C. violaceipennis (Chaudoir, 1876)
- C. violatus (Gemminger & Harold, 1868)
- C. virens (Rambur, 1837)
- C. virescens (Chaudoir, 1835)
- C. virgulatus (Jeannel, 1949)
- C. virgulifer (Chaudoir, 1876)
- C. viridicollis (Reiche, 1843)
- C. viridis (Menetries, 1832)
- C. vitalisi (Andrewes, 1919)
- C. vitticollis (Boheman, 1848)
- C. vividus (Chaudoir, 1876)
- C. vulneratus (Dejean, 1831)
- C. waddellii (Murray, 1858)
- C. wallacei (Chaudoir, 1876)
- C. watsaensis (Burgeon, 1935)
- C. wegneri (Louwerens, 1953)
- C. wenchuanensis (Kirschenhofer, 2008)
- C. wittei (Burgeon, 1937)
- C. wittmerianus (Mandl, 1978)
- C. wrasei (Kirschenhofer, 1997)
- C. xanthacrus (Wiedemann, 1823)
- C. xanthomerus (Alluaud, 1918)
- C. xanthospilus (Wiedemann, 1821)
- C. yangonensis (Kirschenhofer, 2005)
- C. yunnanulus (Mandl, 1992)
- C. zanzibaricus (Chaudoir In Oberthur, 1883)
- C. ziloensis (Basilewsky, 1970)
- C. zygogrammus (Laferte-Senectere, 1851)